# Mứt gừng
Mứt gừng là một loại mứt được làm từ gừng bánh tẻ bao gồm gừng và bao ngoài một ít đường, vị hơi cay và ngọt. Mứt gừng có màu vàng chanh, vị ít cay. Mứt gừng là một loại mứt không thể thiếu trong dịp Tết Nguyên đán, khi tiết trời vẫn còn lạnh giá. Gừng là một thực phẩm hàng đầu; Vị cay thơm của gừng sẽ giúp làm ấm cơ thể, chữa được nhiều chứng bệnh mùa đông. Mứt gừng có hai loại, gừng khô (miếng) và gừng dẻo (sợi).

## Cách làm
Cách làm cũng giống như nhiều loại mứt khác, chi tiết như sau: 
1. Mứt khô: Mứt khô thì sên đường kết tinh;
2. Mứt dẻo: Mứt dẻo thì dùng chút chanh vắt.